# ジュリアーノ・ベレッチ
ジュリアーノ・アウス・ベレッチ（Juliano Haus Belletti、1976年6月20日 - ）は、ブラジルパラナ州カスカヴェウ出身の元サッカー選手。ポジションはミッドフィールダー、ディフェンダー。

## 経歴
イタリア系の出身であり、イタリア国籍も持つ。
ブラジル2部リーグでプレーしていた父と同じゴールキーパーとしてサッカーを始め、11歳の時にはフットサルの全国大会で優勝する程であったが、14歳の頃にフィールドプレイヤーに転向した。
2002年に初の海外クラブとなるビジャレアルCFに加入し、2003-04シーズンにはUEFAカップでベスト4に進出した。2004年に加入したFCバルセロナでの、危なげながらもそのアグレッシブなプレーはソシオにも愛された。2005-06シーズンのUEFAチャンピオンズリーグ決勝戦では、途中出場ながら劇的な逆転の決勝ゴールを決め、FCバルセロナを2度目のビッグイヤー獲得に導いた。
2007年8月にイングランド・プレミアリーグのチェルシーFCに移籍金550万ユーロ(約6億8千万円)で移籍。攻撃的なプレーに加え、ベテランらしい安定感でチェルシーのディフェンスラインを支えた。試合の相手によって、パウロ・フェレイラやマイケル・エッシェンと併用されていた。2008-09シーズンにジョゼ・ボシングワが加入してきてからは中盤での起用も増えた。
2001年のコパ・アメリカで右ウイングバックのポジションでの活躍が評価され、以来、カフーの控えではあったが、ブラジル代表に定着する。2002年に開催された2002 FIFAワールドカップでは、出場機会こそ準決勝の途中出場1試合のみだったが、控えとして優勝したチームに貢献した。ルイス・フェリペ・スコラーリ元ブラジル代表監督のお気に入りであったが、シシーニョらが台頭してからは代表に招集されなくなった。
2011年3月にフルミネンセFCを退団。6月に現役生活に終止符を打つことを宣言した。

## 代表歴

### 出場大会
- ブラジル代表
  - 2002 FIFAワールドカップ

### 試合数
- 国際Aマッチ 23試合 1得点（2001年-2005年）[3]

| ブラジル代表 | 国際Aマッチ | 国際Aマッチ |
| 年           | 出場        | 得点        |
| ------------ | ----------- | ----------- |
| 2001         | 7           | 1           |
| 2002         | 7           | 0           |
| 2003         | 4           | 0           |
| 2004         | 3           | 0           |
| 2005         | 2           | 0           |
| 通算         | 23          | 1           |

## タイトル

### クラブ
クルゼイロ
- コパ・オーロ : 1回 (1995)

サンパウロ
- サンパウロ州選手権 : 2回 (1998, 2000)

ビジャレアル
- UEFAインタートトカップ : 1回 (2003)

バルセロナ
- ラ・リーガ : 2回 (2004-05, 2005-06)
- スーペルコパ・デ・エスパーニャ : 2回 (2005, 2006)
- UEFAチャンピオンズリーグ : 1回 (2005-06)

チェルシー
- プレミアリーグ : 1回 (2009-10)
- FAカップ : 2回 (2008-09, 2009-10)
- FAコミュニティ・シールド : 1回 (2009)

フルミネンセ
- セリエA : 1回 (2010)

### 代表
ブラジル代表
- FIFAワールドカップ : 1回 (2002)